# 忘れられた夏
「忘れられた夏」（わすれられたなつ）は、1976年にリリースされた、南佳孝の2ndオリジナルアルバムである（LP：25AH-60）。1983年に再発（LP：20AH-1538・Sailing Summer '83 シリーズ）。
1986年7月21日に初CD化（32DH-476）。1991年5月15日にCD選書にて再発（SRCL-1814）。

## 解説
- シングルは、「これで準備OK / 忘れられた夏」が収録されている。

- 南は前作の「摩天楼のヒロイン」はあくまで松本隆・矢野誠との共同作業として生まれたもので、自分一人の作品ではないと感じていた。「本当のデビュー・アルバムは、作詞・作曲を自分でやって、ヘッドアレンジもアイディアを出して、76年にソニーから出した『忘れられた夏』だと思っています」[1][2]

- アルファレコードと作曲家契約をし、黒子に徹して作曲だけしていこうとしていたが、ソニーへ移籍後プロデューサー高久光雄のアドヴァイスでボイストレーニングなどを始め、今作へ結びついた[1] [2]。

## 収録曲
全作詞・作曲：南佳孝、全曲ヘッドアレンジでのバンドサウンド。
1. これで準備OK（アルバム・バージョン）
桑名正博が1977年に発表したアルバム「MASAHIROⅡ」でカバー。
2. ジャングル・ジム・ランド
3. ブルースでも歌って
4. 眠りの島
5. 忘れられた夏（アルバム・バージョン）
6. 月夜の晩には
サーカスが1977年に発表したデビュー・シングルにてカバー。また、ロス・インディオス&シルヴィアが1982年に発表したアルバム「Samba, Pinga, Morena」にてカバー。
7. 椰子の木の下で
8. 静かな昼下り
9. ひとつの別れ
10. これで準備OK (inst)

## 参加ミュージシャン

### これで準備OK
- Drums：林立夫
- Bass：小原礼
- E.Guitar：鈴木茂
- Guitar：南佳孝
- E.Piano：佐藤博
- Percussion：浜口茂外也
- Brass Arrange：矢野誠
- Alto Sax：ジェイク・H・コンセプション
- Horns：ジェイク・グループ

### ジャングル・ジム・ランド
- Drums：林立夫
- Bass：小原礼
- E.Guitar：鈴木茂
- Guitar：南佳孝
- E.Piano, Moog：佐藤博
- Percussion：浜口茂外也

### ブルーズでも歌って
- Drums：宮沢昭一
- A.Bass：稲葉国光
- Guitar：直居隆雄
- E.Piano：佐藤博
- Moog：矢野誠
- Alto Sax (Solo)：ジェイク・H・コンセプション

### 眠りの島
- Drums：宮沢昭一
- A.Bass：稲葉国光
- Guitar：直居隆雄
- A.Piano：乾裕樹
- Moog：矢野誠
- Percussion：浜口茂外也
- Trombone (Solo)：鈴木告

### 忘れられた夏
- Drums：宮沢昭一
- A.Bass：稲葉国光
- Guitar：南佳孝, 直居隆雄
- E.Piano：乾裕樹
- Percussion：浜口茂外也

### 月夜の晩には
- Drums：林立夫
- Bass：小原礼
- E.Guitar：鈴木茂
- Guitar：南佳孝
- E.Piano：佐藤博
- Percussion：浜口茂外也

### ヤシの木の下で
- Drums：林立夫
- Bass：小原礼
- E.Guitar：鈴木茂
- Guitar：南佳孝
- E.Piano & Hammond：佐藤博
- Percussion：浜口茂外也

### 静かな昼下がり
- Drums：林立夫
- Bass：小原礼
- E.Guitar：鈴木茂
- Guitar：南佳孝
- E.Piano, Moog：佐藤博
- Percussion：浜口茂外也

### ひとつの別れ
- Drums：宮沢昭一
- A.Bass：稲葉国光
- Guitar：直居隆雄
- E.Piano：乾裕樹
- Moog, Hammond：矢野誠

### これで準備OK (INST)
- Drums：林立夫
- Bass：小原礼
- E.Guitar：鈴木茂
- Guitar：南佳孝
- E.Piano：佐藤博
- Percussion：浜口茂外也
- Brass Arrange：矢野誠
- Alto Sax：ジェイク・H・コンセプション
- Horns：ジェイク・グループ